# Yr Hen Ogledd

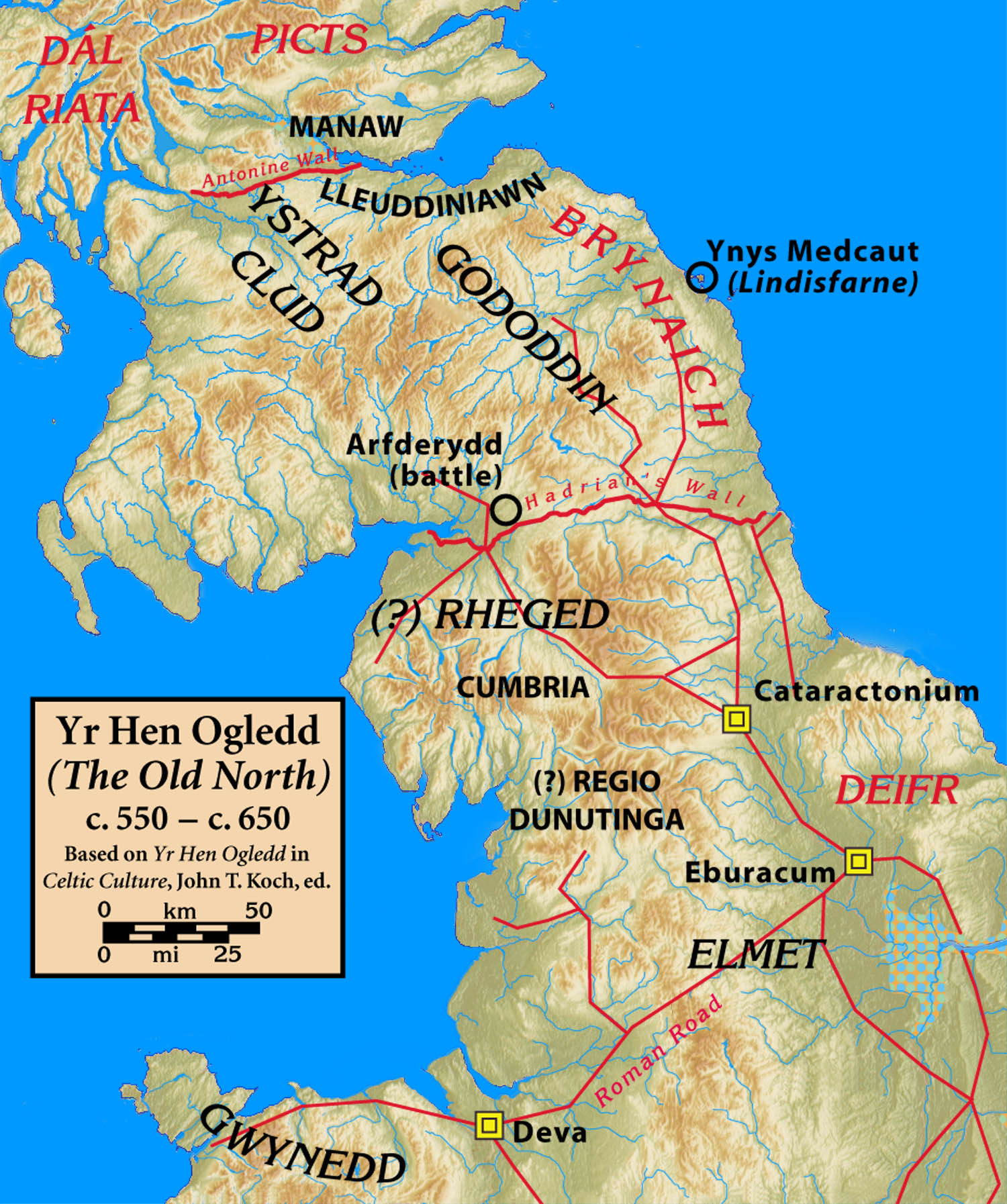
Yr Hen Ogledd

Yr Hen Ogledd (kymriska: Det gamla norden; uttal: [ər ˌheːn ˈɔglɛð]) är en kymrisk term som syftar på ett område i Storbritannien som i dag är norra England och södra Skottland under 500-talet till 800-talet, i synnerhet med avseende på de brittiskspråkiga folk som bodde där.
Termen härstammar från heroisk poesi som berättades av barder vid hoven i Wales under denna tid. Från ett relativt sydwalesiskt perspektiv, handlade dessa berättelser om Gwŷr y Gogledd (”Männen från norr”). I försök att beskriva de områden i södra Skottland och norra England ur ett historiskt perspektiv, använder sig historiker av termen Hen Ogledd från den kymriska poesin när man syftar på britanniska kungadömen såsom Rhoged. I detta avseende används termen inom forskning, och är inte menat att ge otillbörlig vikt till den diktning som ursprungligen myntade termen.